# ブダペスト＝ベオグラード鉄道
ブダペスト＝ベオグラード鉄道は、ハンガリーの首都にあるブダペスト東駅と新しくセルビアの首都に作られたベオグラード中央駅を結ぶ鉄道計画である。
ブダペスト＝ベオグラード鉄道は、予算28億9,000 万ドル、全長350kmの高速鉄道プロジェクトである。北京の一帯一路構想による中国と中東欧諸国との協力によって、中央および南東ヨーロッパで計画されている、中国が運営するギリシャのピレウス港とヨーロッパの中心を結ぶ、ブダペスト＝ベオグラード＝スコピエ＝アテネ国際接続鉄道の一部で、第1段階でもあり、目玉プロジェクトである。

## ルート

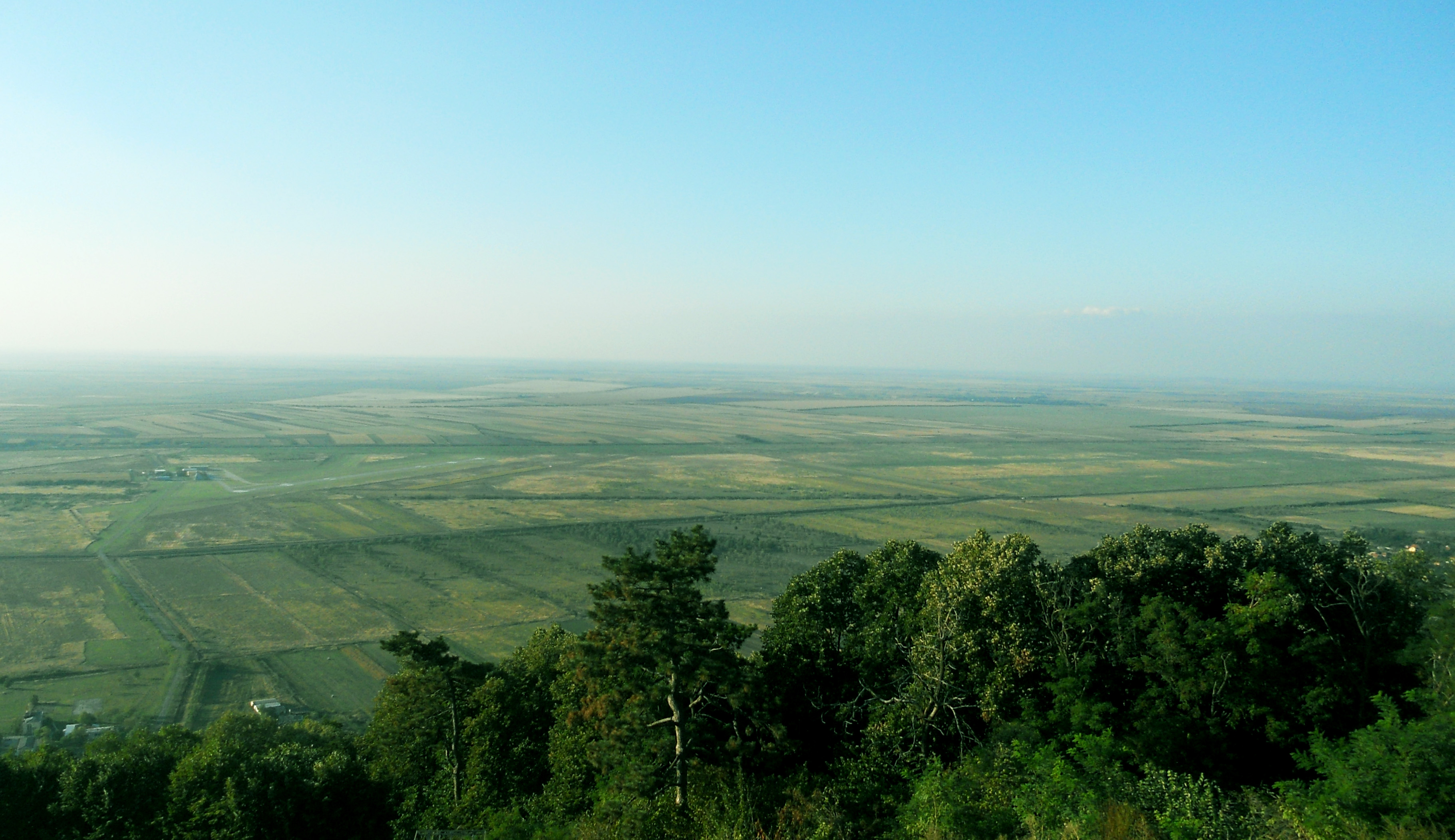
ヴォイヴォディナ平原

ブダペストとベオグラード間の鉄道路線は主にバーチ・キシュクン県とヴォイヴォディナ自治州を通る。

## 線路の状態と近代化
ベオグラードとブダペストを結ぶ老朽化した鉄道が近代化される。移動時間は8時間から3時間半に短縮される。最高速度はセルビア区間で最大200km/h、ハンガリー区間で160km/hに設計されている。プロジェクトが完了すると、ブダペストとベオグラード間の移動時間は 2時間40分に短縮される。計画では2025年までに近代化される予定である。

### ハンガリー区間の近代化
2015年に、このプロジェクトのハンガリー区間 (延長152km)は 4,720 億フォリントの費用がかかり、2017 年から 2018 年までに完了する予定であると発表された 。現在、利息を含めて 9,490 億フォリント (36 億ドル) の費用がかかると予想されている。
ハンガリーでは、このプロジェクトは、 MÁV Zrtと中国鉄道国際総公司(CRIC) および中国鉄道国際集団(CRIG)の提携によりハンガリーと中国の合弁会社であるキナイ・マジャール・ヴァスーティ非営利団体Zrt （中国・ハンガリー鉄道非営利株式会社）によって実施されている。ある試算では、公共調達手続きに 1年、計画と交渉段階に 2年かかり、このセクションの作業は 2021年に開始できると見積もられた。投資についてコストを回収できないとする批判が広くある 。
ハンガリー区間152kmの建設は2021年10月に開始され、2025 年までに完了する予定である。

### セルビア区間の近代化
約200kmあるセルビアの区間のうち、ベオグラード＝スタラ・パゾヴァ間の全長34.5km（21.4マイル）の区間が、中国通信建設公司（CCCC）と中国鉄道国際（CRI）によって建設された。投資額は 3億5,010 万ドルで、資金は中国輸出入銀行からの融資で賄われた。スタラ・パゾヴァ＝ノヴィ・サド間の区間は、ロシアのクレジットから資金提供されたロシアRZD インターナショナルによって建設された。ノヴィ・サド＝スボティツァ間の建設は2022 年に開始される予定で、推定費用は 9億4,300 万ユーロで、CCCC によって建設され、工事期間は33か月で、その間この区間は閉鎖される。
セルビア区間の工事は2017年9月のチョルタノフツィトンネルの建設開始から始まった。最高速度200km/hのベオグラードとノヴィサド間の75kmが2022年3月19日に開通した（この部分は2つのセクションに分けられていて、2018年時点で、ベオグラード＝スタラ・パゾヴァ間の34.5kmは2020年末開通、スタラ・パゾヴァ＝ノヴィ・サド間の40.4kmは2021年11月開通予定であった。）。ノヴィサドからハンガリー国境のスボティツァまでの107.4kmの工事は2022年4月7日に開始され、2024年末に完成する予定である。

### ハンガリー区間の入札
応札したのは2つのコンソーシアムのみで、落札者は2019年6月に発表された。2015 年以降のほとんどの公共事業と同様に、落札者はハンガリーの起業家ルリンク・メサロス、彼の会社「RM インターナショナル Zrt」、中国企業2社(Tiejiuju Engineering & Construction LLC.、China Railway Electrification Engineering Group(Hungary) Ltd.)である。

## 批判
ブダペストとベオグラード間の区間では所要時間は4時間短縮できるが、2017 年の時点で、ベオグラードからピレウス港まで2～4日を要する。 
ハンガリー政府はプロジェクトの償却期間を10年間としているが、非政府系メディアは現在および将来の交通量から130年から2400年と見積っている。
さらに、ハンガリー政府が今後10年間契約の公表を禁止したため、このプロジェクトは透明性が欠如していると批判された。これにより、ハンガリー鉄道史上最も高額なプロジェクトで汚職が行われる懸念が生じている。また、一部の独立系メディアはこのプロジェクトはハンガリー政府とセルビア政府のEUから中国への方向転換の一環で、この大規模で不透明な投資により中国の影響力が増大する可能性があるとみている。

## 歴史

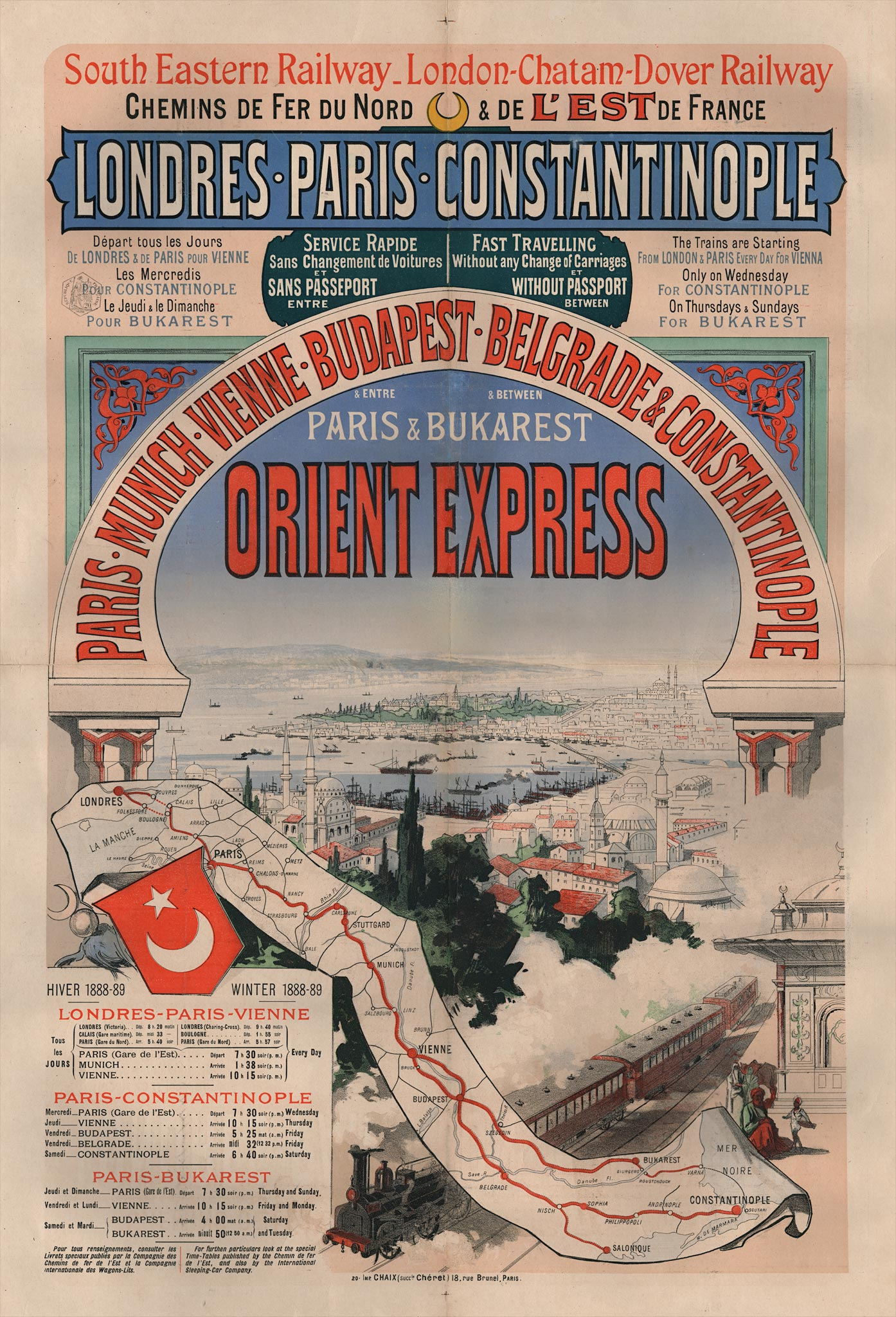
1888年のオリエント急行の広告

ブダペストとベオグラードの間の路線では1883年から1914年までパリとコンスタンチノープルを結ぶオリエント急行が運行されていた。